# Acción del 1 de mayo de 1781
La acción del 1 de mayo de 1781 fue un enfrentamiento naval a casi 210 millas del puerto de Brest en el que el HMS Canada, un tercer tipo de 74 cañones de la Royal Navy al mando del capitán George Collier, persiguió, interceptó y capturó la fragata española de 40 cañones Santa Leocadia, capitaneado por Don Francisco Wenthuisen.

## Batalla
El 30 de abril, el buque de 74 cañones HMS Canada , capitán Sir George Collier, que había sido destacado por el vicealmirante George Darby, comandante en jefe de la Flota del Canal, para vigilar el puerto de Brest, descubrió un escuadrón de barcos pequeños. El escuadrón se dispersó en su aproximación, tras lo cual Canadá persiguió al más grande, el Santa Leocadia. Después de una persecución de 210 millas (340 km), el Canadá superó al Santa Leocadia en la mañana del 1 de mayo.
Después de una pelea en carrera, que duró hasta una hora y media, y en un mar agitado que impidió que el Canadá abriera sus puertos de cubierta inferior, la fragata se rindió. Había sufrido numerosas bajas, con 80 hombres muertos y 106 heridos (casi la mitad de su complemento), incluido su capitán, Don Francisco Wenthuisen, que perdió un brazo. El Canadá tuvo uno de los muñones de un cañón de cubierta inferior disparado y sufrió diez bajas.
Lo notable de Santa Leocadia es que antes de la batalla se la reconoció como un barco de navegación notablemente rápida. El descubrimiento de que estaba engañada cuando fue capturada fue de alguna manera una sorpresa. Ahora el Almirantazgo británico sabía que otras armadas habían decidido proteger sus barcos al igual que la Royal Navy. El Santa Leocadia fue el primero en el servicio español que fue copperado, y fue agregado a la marina británica con el mismo nombre.